# Skåneland
Skåneland (i viss betydelse i litteraturen oftare Skånelandskapen eller de skånska landskapen) är en kulturhistorisk region i södra Skandinavien, vars storlek och avgränsning varierar en del i olika användningar.
Skåneland kan avse:
- Ett i vissa historiesammanhang använt sammanfattande namn för de områden i dagens södra och sydvästra Götaland, som vid freden i Roskilde 1658 permanent tillföll Sverige, nämligen landskapen Blekinge, Halland (hade redan temporärt tillfallit Sverige vid freden i Brömsebro 1645) och Skåne. Den danska ön Bornholm kan även inkluderas i begreppet.[5][6][7][8] Däremot brukar inte Bohuslän, som fram till Roskildefreden tillhörde den norska delen av det gemensamma kungariket Danmark-Norge, räknas till Skåneland.[5][6][8]
- Ett poetiskt namn för landskapet Skåne. Så används det i olika dikter till exempel "Skåneland" av Nils Norling (1880–1956) eller "Hembygden" av Nils Hildestrand (1849–1916). Beteckningen Skåneland (ibland även Skånelandet)[9] kan även i modern svenska användas som en omskrivning för Skåne,[10][11][12] ungefär som Värmeland för Värmland.

## Namnet Skåneland
Detta begrepp återfinns i skriftliga källor från 1600-talet och framåt. Stor osäkerhet föreligger dock om vad termen i äldre källor åsyftade för geografiskt område och om det var ett officiellt begrepp. 
Den danske historikern Arild Huitfeldt använde termen (på danska: Skånelandene) i sitt stora verk ”Danmarckis Rigis Krønicke” från 1603 i beskrivningen om pantsättningen 1332 av de områden som tyska grevar innehade i Skåne och Blekinge med Listerlandet. Områdena kom härigenom i svenske kungens besittning: ”Betenckte de at giffue dennem under Konning Magnus udi Sverige … Kong Magnus tog dennem an / louffuendis at beskytte och beskerme Skanne Land”. I texten uppträder ”vort land Skaane” en gång, ”Skaane Land” en gång, och ”Skaaneland” fem gånger.
År 1658 använde lundabiskopen Peder Winstrup termen i ett brev till Karl X Gustav. Han skriver att kungen: "(…) igien hafver vundet Skaane Land til Sverriges Crone". Det framgår dock inte om andra landskap än bara Skåne innefattas i hans framställning. Syftet med hans skrivelse var dessutom att belysa situationen i Skåne som den bästa tänkbara för grundandet av ett nytt universitet i Lund.
Det äldsta belägget i SAOB för termen är från först 1719 och Carl Linnæus använder det 1751, särskrivet, om landskapet Skåne i sin Skånska resa (1751).
Under 1901 började Martin Weibull och Lauritz Weibull utge "Historisk tidskrift för Skåneland" i regi av ”De skånska landskapens historiska förening”. Detta kan räknas som genombrottet för termens användning i historiska sammanhang. På danska används normalt formen Skånelandene. Även på svenska kan formen Skånelanden förekomma.

## Heraldik
Området är en gruppering av landskap och har ingen administrativ funktion. Det saknar också, i likhet med Sveriges landsdelar, Götaland, Svealand och Norrland ett fastställt heraldiskt vapen.
På privat initiativ har ett vapen med en "skånsk panter" i guld på en röd sköld registrerats i den heraldiska tidskriften Skandinavisk vapenrulla (SVR 431/93), utgiven av Monitorförlaget.
De landskap som ingår i området fick sina landskapsvapen i samband med Karl X Gustavs jordfästning 1660. Se vidare Blekinges landskapsvapen, Hallands landskapsvapen och Skånes landskapsvapen. De nuvarande länens vapen är härledda ur landskapsvapnen. Dessutom har samtliga kommuner i området egna kommunvapen i likhet med landets alla övriga kommuner.
Den så kallade skånska flaggan registrerades likaledes under namnet Skånelands flagga i Skandinavisk vapenrulla år 1993, detta i ett försök att göra den till en gemensam symbol för hela området. Den används dock i mycket begränsad omfattning utanför landskapet Skåne. På Bornholm, som understundom räknas in i begreppet Skåneland, används dessutom ofta i stället en egen lokal röd-grön flagga i två varianter, se vidare Bornholms flagga.

## Historia

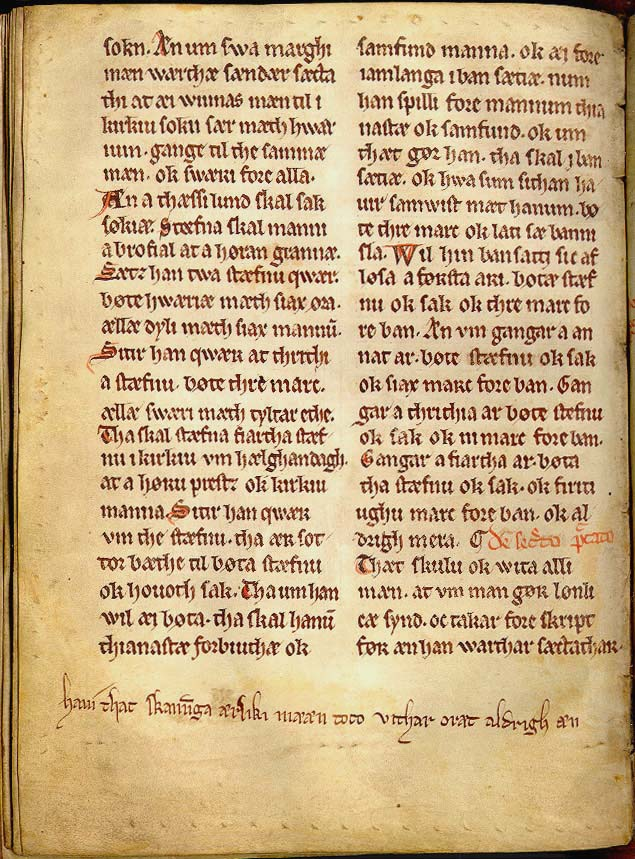
Ärkebiskop Anders Sunesens 1200-talsupplaga av Skånelagen och den skånska kyrkorätten.

Skåneland var en egen stat under några korta perioder, under Olof Haraldsson 1140–43 och under Harald Skrænk 1182–1183. Med Sven Grate som gemensam kung var Skåneland 1146–57 i union med Själland. Perioden 1332–1360 var Skåneland ett rike under svenske kungen Magnus Eriksson, i en personalunion tillsammans med Norge och Sverige. Under perioden 1231–1645 sammanföll områdets gränser med Lunds stift. Därefter övergick Halland till Göteborgs stift och Bornholm 1660 till Själlands stift, medan Lunds stift fortsatt kom att omfatta Skåne och Blekinge. Detta som anpassningar till de nya riksgränserna. Området har under vissa perioder av medeltiden varit förenat under ett för parterna gemensamt ting på Lerbäckshög i Lund, ett av de tre huvudting i Danmark där man under medeltiden bland annat valde sina kungar. Senare delades tingets uppgifter upp på de olika landsdelarna. Skåneland styrdes under 1100-, 1200- och 1300-talen av en särskilt ämbetsman, gälkare, som utövade den högsta myndigheten i kungens namn. Detta ämbete var i Danmark unikt för Skåneland.
Det första riktigt säkra beviset för att Blekinge var danskt är år 1231, då detta omnämns i Kung Valdemars jordebok. Redan på 1060-talet kristnades landskapet av biskop Egino från Dalby. Adam av Bremen skriver dock i fjärde boken, kapitel 14 följande: "Men om vi vänder tillbaka till det baltiska havets mynning i norr, möter vi först nordmännen, därefter skjuter det danska landskapet Skåne fram, och öster därom bebor götarna ett vidsträckt område upp till Birka". I fjärde boken kapitel 7 skriver Adam följande: "Skåne är den yttersta delen av Danmark och utgör en halvö". Vid denna tidpunkt låg hela Skandinavien under ärkebiskopen i Hamburg-Bremen. Kyrkan i de olika länderna i Skandinavien konkurrerade alltså inte med varandra, utan de samarbetade. I "Necrologium Lundense" (där de olika böckerna är skrivna under 1100-talet och första halvan av 1200-talet) nämns inte på något ställe Blekinge, orter i dåtidens Blekinge eller personer som bor i eller kommer från Blekinge (inte ens i samband med upptagandet av kyrkliga skatter). Några författare har dragit slutsatsen att Blekinge inte har kunnat komma under Lunds stift förrän under 1230-talet.
Gemensamt för Skåneland var att de tillhörde Skånelagens jurisdiktionsområde fram till övergången till svensk lag 1683 (Blekinge, Halland, Skåne) respektive dansk lag (Bornholm). Jurisdiktionsområdet fungerade under den danska tiden som en administrativ och politisk enhet.
Under 1500-talets strid mellan Kristian II och Fredrik I av Danmark stödde Gustav Vasa Fredrik och svenska knektar skickades till Danmark. Allmogen i Skåneland stödde däremot inte Fredrik utan Kristian. Aristokratin i Skandinaven hade under denna tid tagit sig allt större friheter ekonomiskt och juridiskt och i Skåneland var tingens existens dessutom hotad. Enligt ett flertal forskare var adelsfientlighet en av orsakerna bakom det skånska upproret 1525 mot Fredrik I; områdets bönder revolterade mot inskränkningar i tingens inflytande, mot ny beskattning och mot aristokratin som låg bakom Fredriks trontillträde. Fredriks försök att vinna stöd i Skåne finns bland annat bevarade i två öppna brev till Helsingborgs län där han skrev att han förtjänade deras stöd eftersom han var "en bondevän" som upphävt Kristians landslag och stoppat dennes "tyranniska styre". Kristian kontrade med ett öppet brev till hela områdets allmoge där han skriver att de biskopar, prelater och ridderskap som "uppviglats" mot honom har handlat "okristligt och tyranniskt" mot allmogen när de "missbrukade kyrkans bannförbud", införde bestraffningar, "beskattningar, hat och fördärv". Enligt Kristian var Fredrik I och hans anhängare inte att lita på för de aktade inte "en fattig bonde mer än en död hund trots att bonden var deras jämlike inför Gud och Kristus". Gustav Vasa höll fast vid svenska anspråk på regionen fram till recessen i Malmö 1524 vilket framgår av hans liknande brev och tal till allmogen i området. Allmogen i Skåne och Blekinge valde dock att avvisa Gustav Vasas anspråk, gav sitt stöd till Kristian II och vägrade erkänna Fredrik I som kung. 
Efter övergången till Sverige 1658 administrerades Skåne, Halland, Blekinge och Bornholm under en tid under ett gemensamt generalguvernement.
År 1662 hölls lantdag i Malmö, bestående av alla ständer i Skåne, Halland, Blekinge och Bohuslän, under direktion av Kungliga Majestäts tillförordnade kommissarier. Till följd av vad som stadgades i denna recess i Malmö, blev ständerna kallade till Svea rikes ständers allmänna sammankomst 1664 och därmed kan man säga att området började bli formellt integrerat i Sverige, med vissa undantag såsom bibehållandet av Skånelagen för området och vissa perioder då Skånes representation i riksdagen drogs in. Dansk lag fick enligt Malmö recess fortsätta gälla, dock skulle svensk lag "inte alldeles negligeras" utan användas "jämte danska lagen" och den skånska adeln skulle behålla sina gamla privilegier.
Efter skånskt stöd till Danmark och motstånd mot svenska kronan under skånska kriget nekades de skånska ständerna tillträde till riksdagen vid krigets slut. Hallänningar och blekingar fick dock deltaga igen 1678. Efter kriget behandlades Skåne fortfarande som en ockuperad provins. Vidare anslutning av området till det övriga Sverige ägde rum 1681–83, varvid Skånelagen ersattes med den svenska landslagen. Samtidigt ersattes Skånelagen också på Bornholm då den danske lov ersatte Danmarks regionala lagar. Skåne återfick sin representation i den svenska riksdagen år 1683, då det också infördes svensk kyrkoordning i området.
Slaget vid Helsingborg 1710 blev en vändpunkt, varefter Danmark gav upp sina försök att återta de förlorade landskapen, och en lugnare period inträdde därmed. Generalguvernörsämbetet avskaffas 1719 och Skåneland administrerades därefter enligt samma ordning som andra län i Sverige, med undantag för perioden 1801–1809 då landskapet Skåne, på grund av sitt utsatta läge under Napoleonkrigen, åter tillfälligt fick en generalguvernör, Johan Christopher Toll.